# Nucras holubi
Espèce
Synonymes
- Eremias holubi Steindachner, 1882
- Nucras taeniolata holubi (Steindachner, 1882)

Nucras holubi est une espèce de sauriens de la famille des Lacertidae.

## Répartition
Cette espèce vit surtout en Afrique du Sud, mais on peut l'observer aussi au Botswana, au Zimbabwe et en Eswatini.

## Étymologie
Cette espèce est nommée en l'honneur d'Emil Holub.

## Publication originale
- Steindachner, 1882 :  Über eine neue Eremias-Art aus dem Thale des Krokodilflusses in Transvaal. Sitzungsberichte der Kaiserlichen Akademie der Wissenschaften mathematisch-naturwissenschaftlichen Classe, vol. 86, p. 83-85 (texte intégral).